# Port Jackson
Port Jackson (také Sydney Harbour) je záliv Tichého oceánu v Austrálii. Jedná se o přírodní přístav, okolo kterého vzniklo město Sydney. Jeho základem se stalo 26. ledna 1788 vylodění Arthura Phillipa, prvního guvernéra Nového Jižního Walesu, kterým byla založena první evropská kolonie v Austrálii.
Mezi nejvýznamnější stavby v zálivu patří Harbour Bridge a Sydneyská opera.

## Historie
Před příchodem evropských osadníků bylo území v okolí Port Jackson domovem několika klanů náležejících k lidu Eora. Mezi nejvýznamnější patřili Gadigalové, Cammeraygalové a Wangalové. Klan Gadigal obýval oblast podél jižního břehu Port Jackson, od současného South Head až k místu, kde se dnes nachází Darling Harbour. Na severní straně přístavu žili Cammeraygalové. Území podél jižních břehů řeky Parramatta až po oblast Rose Hill bylo tradičním územím Wangalů. Lidé Eora obecně obývali širší oblast zahrnující Port Jackson, jižně k řece Georges a západně až k Parramattě.

### Příjezd Jamese Cooka do Port Jackson

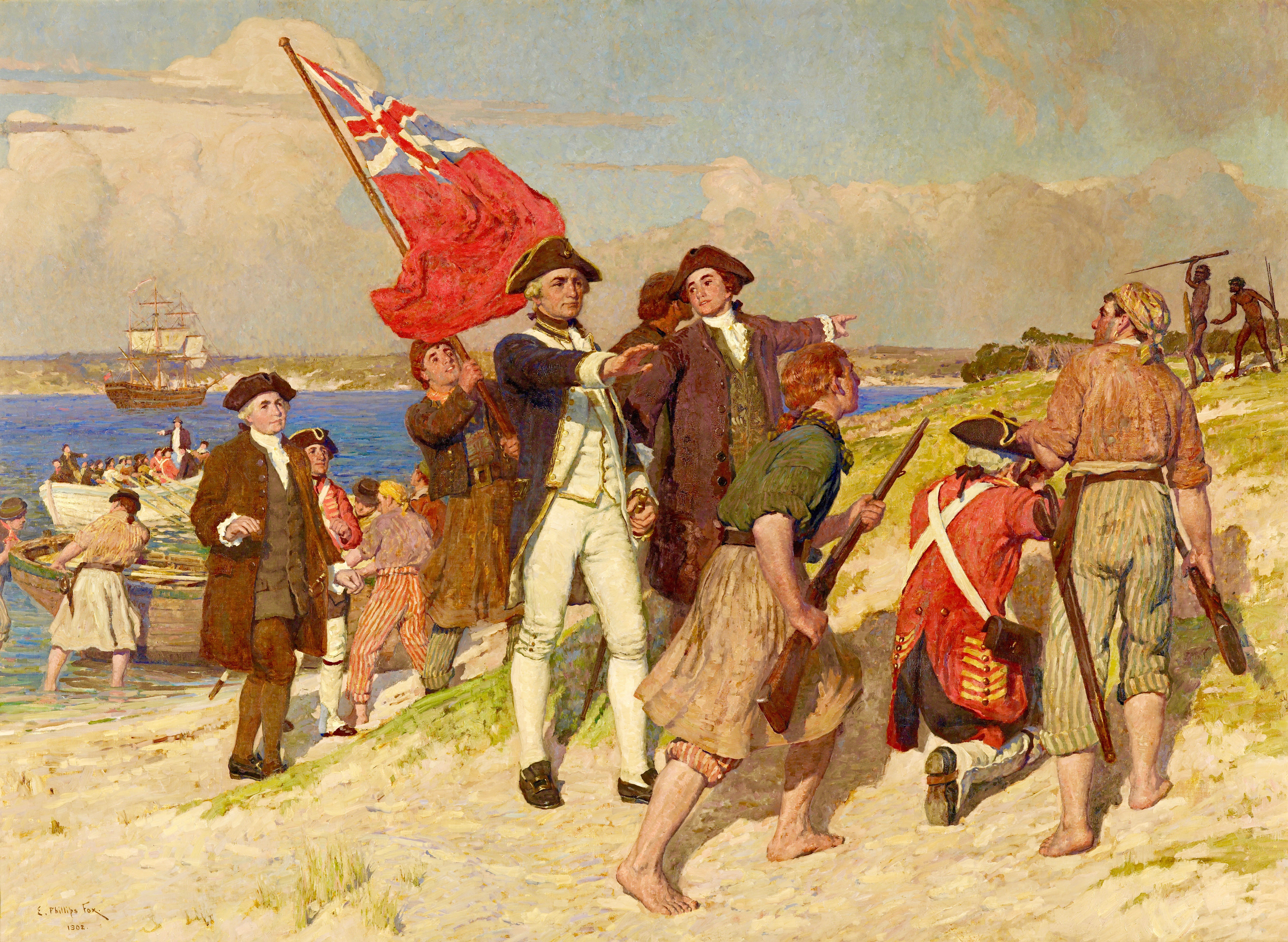
Přistání Jamese Cooka v Botanickém zálivu

Za první doložený evropský záznam o přístavu v oblasti dnešního Sydney je považováno pozorování poručíka Jamese Cooka z roku 1770, během jeho plavby na lodi Endeavour. Když loď míjela vstup do nynějšího přístavu (Sydney Heads), Cook si do lodního deníku poznamenal:
„V poledne jsme byli asi dvě nebo tři míle od pevniny a zahlédli jsme zátoku nebo přístav, který vypadal jako bezpečné místo k zakotvení. Nazval jsem ho Port Jackson.“
Název Port Jackson zvolil Cook na počest sira George Jacksona, významného úředníka britské Admirality a právního poradce Královského námořnictva. Ačkoliv Cook do samotného přístavu nevplul a oblast pouze zmapoval z moře, jeho záznamy se později staly důležitým vodítkem pro britské osidlování.

### Založení kolonie
Osmnáct let po Cookově pozorování se Port Jackson stal dějištěm příjezdu První flotily. Po přistání v Botanickém zálivu 21. ledna 1788 vyrazil guvernér Arthur Phillip s několika důstojníky ve člunu a dvou kutrech, aby prozkoumal vjezd do přístavu, který Cook označil jako vhodné kotviště. První noc strávili v Camp Cove, nedaleko jižního cípu vstupu do přístavu. Následující dny pokračovali dále do zátoky – Phillip přistál mimo jiné v Sydney Cove a Manly Cove, než se 24. ledna odpoledne vrátil zpět do Botanického zálivu.

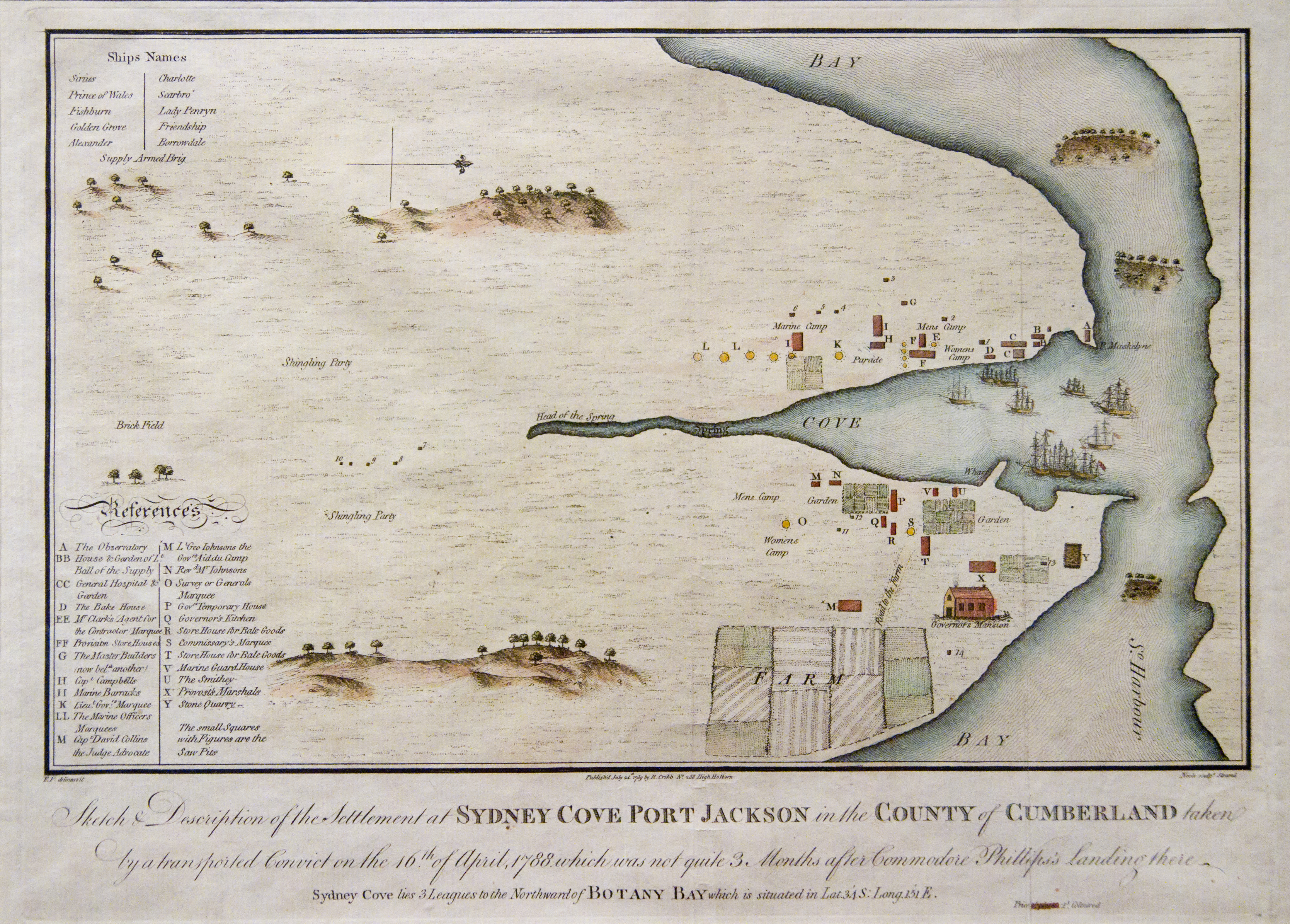
Sydney Cove, Port Jackson v hrabství Cumberland – podle kresby Francise Fowkese z roku 1788

Dne 26. ledna 1788 se Arthur Phillip znovu vylodil v Sydney Cove na palubě zásobovací lodi HM Armed Tender Supply, a na tomto místě oficiálně založil první evropskou osadu v Austrálii. Právě zde později vzniklo město Sydney.

Ve své první oficiální zprávě do Anglie, datované 15. května 1788, guvernér Phillip napsal:
„Do Port Jacksonu jsme připluli brzy odpoledne a měli jsme zadostiučinění, že jsme našli nejkrásnější přístav na světě, ve kterém může plout tisíc řadových plachet v nejdokonalejším bezpečí... Zaměřil jsem se na jednu zátoku, která měla nejlepší pramen vody a ve které mohou lodě kotvit tak blízko břehu, že za velmi malý náklad…
Port Jackson byl později popsán jako „rozlehlý přístav, srovnatelný nebo dokonce lepší než jakýkoli dosud známý“, poskytující přirozenou ochranu, vhodná místa k vyloďování, rovný terén a přístup ke sladké vodě. Důstojník Královského námořnictva David Blackburn jej označil za „přístav stejně pěkný jako jakýkoli jiný na světě, s dostatkem vody pro libovolný počet největších lodí“.

### Americká přítomnost v Port Jacksonu
V srpnu 1908 připlula do Port Jackson tzv. Velká bílá flotila, bitevní eskadra amerického námořnictva, která byla vyslána na příkaz prezidenta Theodora Roosevelta. Cílem plavby kolem světa bylo demonstrovat rostoucí námořní sílu Spojených států a posílit diplomatické vztahy s ostatními zeměmi.
O třicet let později, v roce 1938, začaly v přístavu přistávat hydroplány, konkrétně v zátoce Rose Bay. Tento krok vedl k otevření prvního mezinárodního letiště v Sydney, které zajišťovalo pravidelné lety do míst jako Singapur nebo Londýn.

### Japonský útok na přístav v Sydney

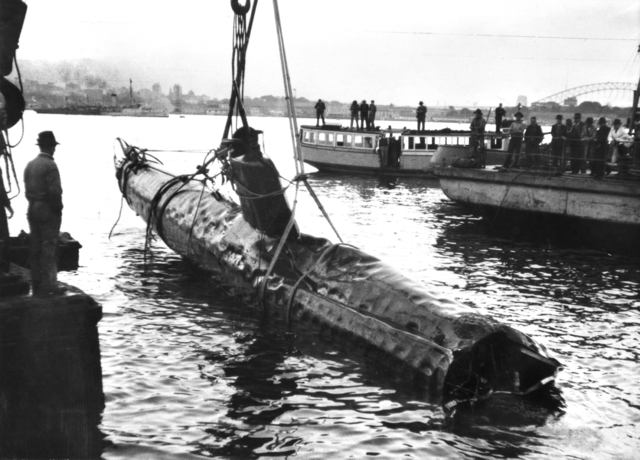
Japonská trpasličí ponorka třídy Kō-hyōteki M-21 vyzvednutá z Taylor's Bay 1. června 1942

V roce 1942, během druhé světové války, byla v přístavu Sydney vybudována protiponorková síť, jejímž cílem bylo chránit přístav před útoky ponorek. Síť byla natažena přes přístav od Green (Laings) Point u Watsons Bay až po Georges Head, na opačné straně přístavu. V noci z 30. na 31. května 1942 do přístavu vpluly tři japonské trpasličí ponorky třídy Kō-hyōteki. Jedna z ponorek se zamotala do protiponorkové sítě na západním konci přístavu. Posádka se pokusila ponorku osvobodit, ale když se jí to nepodařilo, odpálila nálože a při výbuchu zahynula. Druhá ponorka se potopila v Taylor's Bay, přičemž její posádka spáchala sebevraždu. Třetí ponorka vystřelila dvě torpéda na americkou loď USS Chicago, ale obě minula. Po útoku se třetí ponorka vrátila zpět do moře a opustila přístav.
Ponorka, která se zamotala do sítě, byla nalezena v listopadu 2006 u severních pláží Sydney. Protiponorková síť byla zrušena krátce po skončení druhé světové války, zůstaly po ní pouze základy starého navijáku, které si dnes mohou návštěvníci prohlédnout na Green (Laings) Point u Watsons Bay. V Australském válečném památníku je vystavena kombinace dvou trpasličích ponorek, které byly vyzvednuty z přístavu. Velitelská věž jedné z ponorek je umístěna v RAN Heritage Centre na Garden Island v Sydney.